# Foulayronnes
Foulayronnes ist eine französische Gemeinde mit 5480 Einwohnern (Stand: 1. Januar 2022) im Département Lot-et-Garonne in der Region Nouvelle-Aquitaine. Foulayronnes liegt im Arrondissement Agen und gehört zum Kanton Agen-1. Die Einwohner heißen Foulayronnais bzw. Foulayronnaises.

## Geografie
Der Lac de Flottis und der Talive, ein See im Zentrum der Gemeinde, befinden sich in Foulayronnes. An der nordwestlichen Gemeindegrenze verläuft das Flüsschen Bourbon, ein Zufluss der Garonne. Umgeben wird die Gemeinde von La Croix-Blanche im Norden, Pont-du-Casse im Osten, Agen im Süden, Colayrac-Saint-Cirq im Südwesten, Madaillan im Westen und Laugnac im Nordwesten.
Durch die Gemeinde führt die Route nationale 1021.

## Bevölkerungsentwicklung
| Jahr      | 1962 | 1968 | 1975 | 1982 | 1990 | 1999 | 2006 | 2011 | 2018 |
| --------- | ---- | ---- | ---- | ---- | ---- | ---- | ---- | ---- | ---- |
| Einwohner | 1235 | 1997 | 2567 | 3046 | 4343 | 4597 | 4874 | 5095 | 5445 |

## Geschichte
Die Gemeinde entstand nach der Französischen Revolution 1795. Der Name der Gemeinde ist dem lateinischen Fons Latronum (lat. fons – Brunnen) entlehnt.

## Kultur und Sehenswürdigkeiten
- Kirche Saint-Sernin aus dem 11. Jahrhundert (Monument historique seit 1925)
- Kirche du Caouelt aus dem 13. und 15. Jahrhundert
- Kirche Saint-Jean-Baptiste aus dem 12. Jahrhundert (Monument historique seit 1980)
- Kirche de Pauilhac aus dem 17. Jahrhundert
- Windmühlen
- Château de Talives
- Château de Doumens
- Château d’Arasse
- Hôpital de Monbran, frühere Residenz des Bischofs von Agen

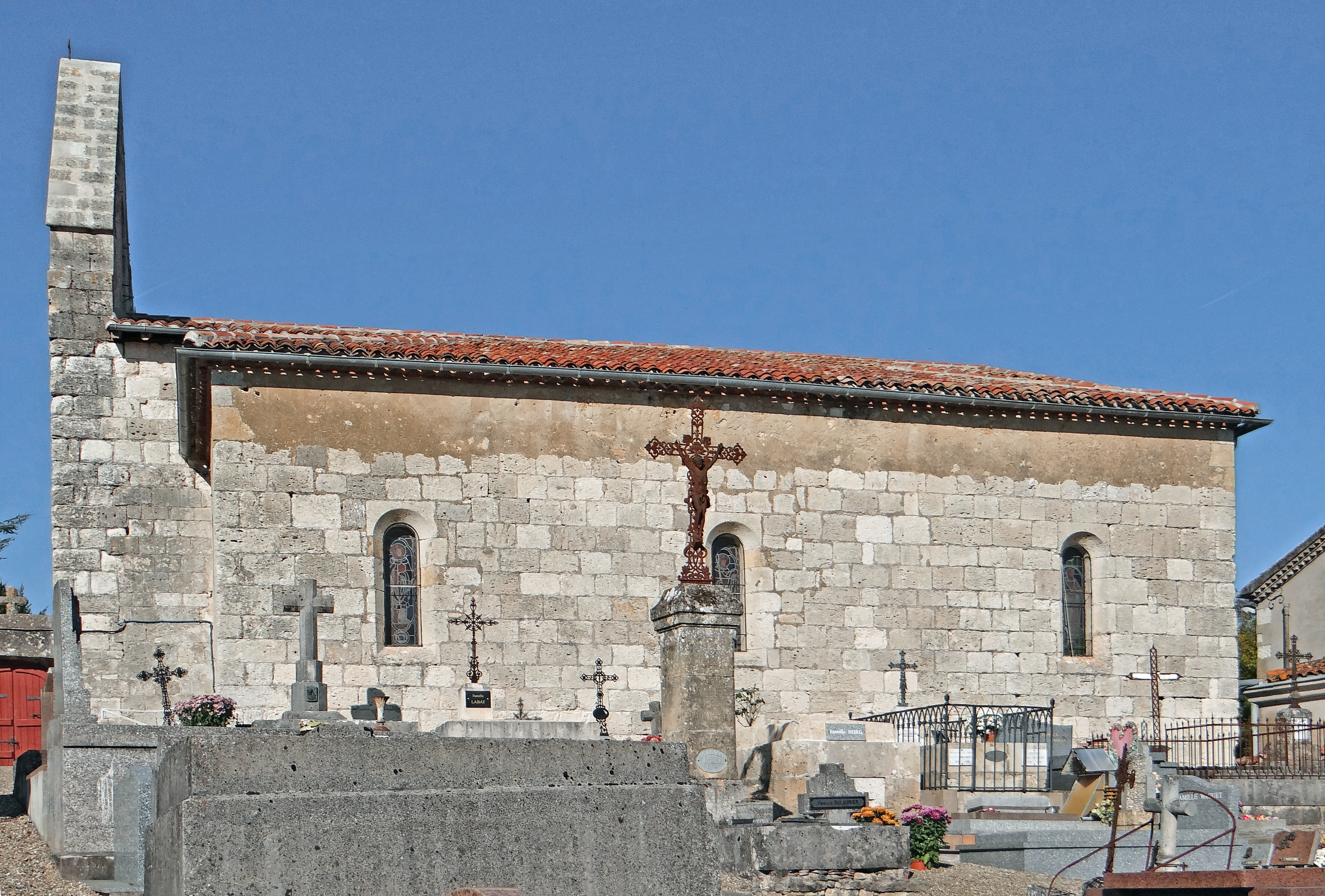
Kirche Saint-Jean-Baptiste
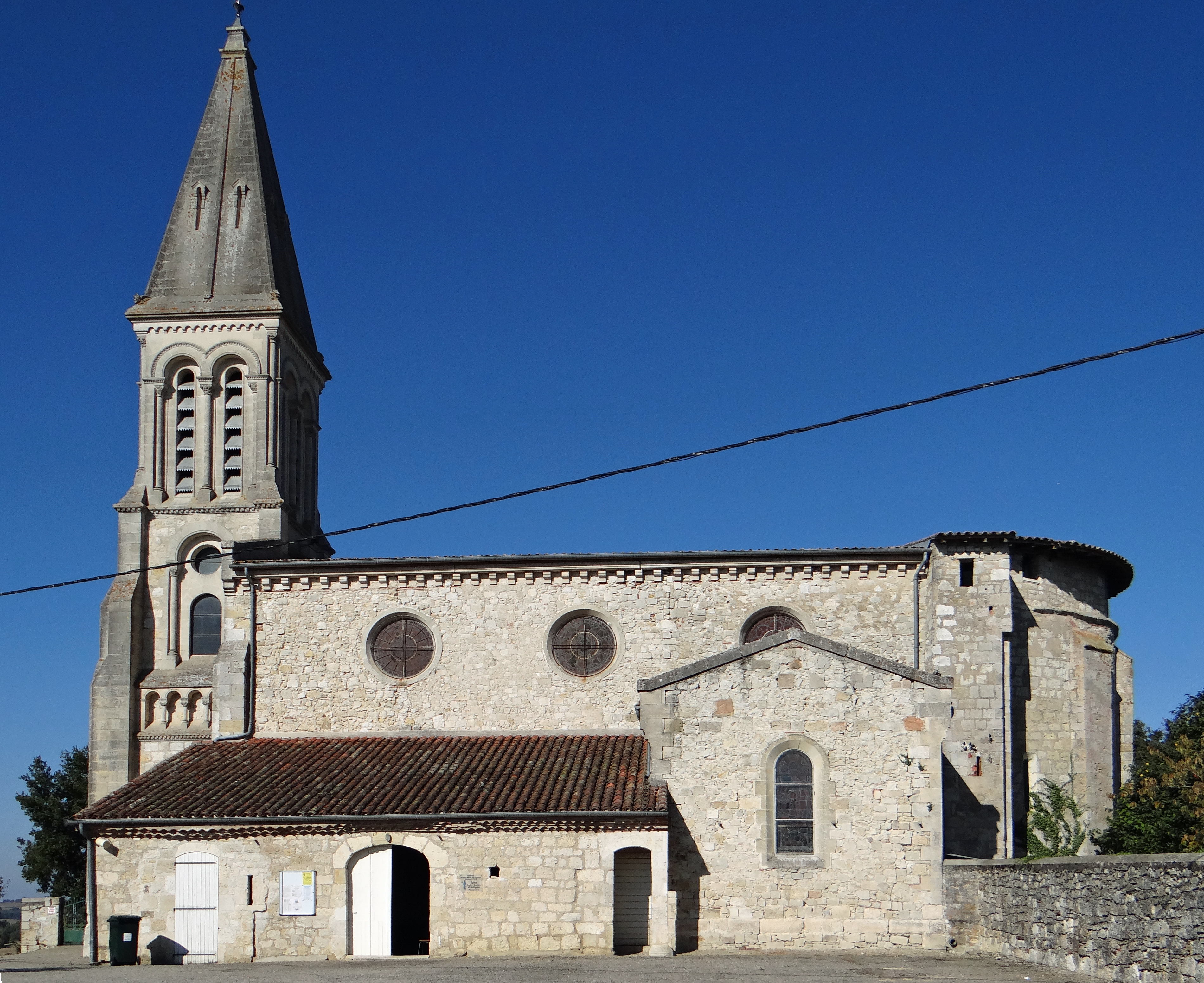
Kirche Saint-Sernin
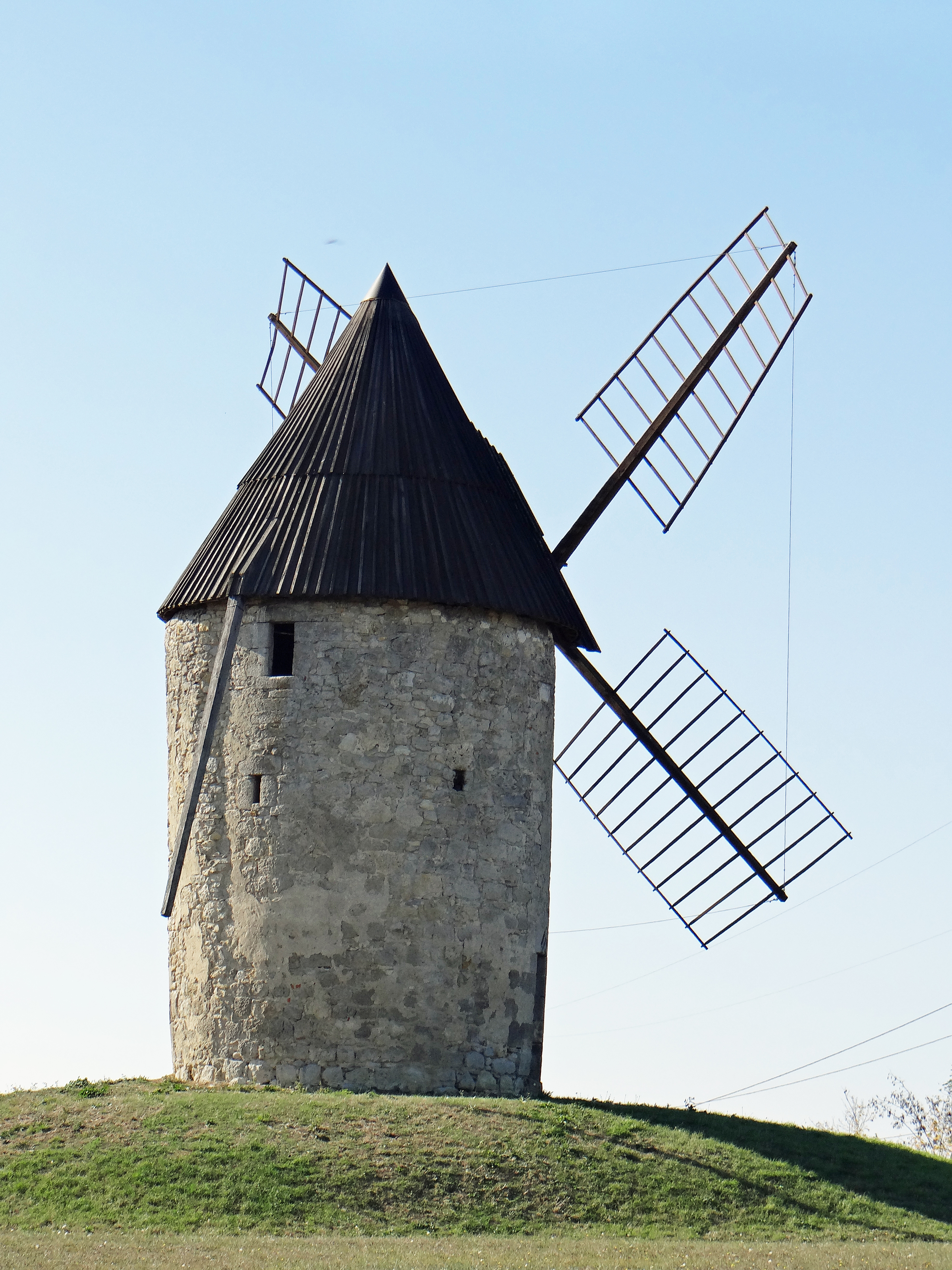
Windmühle im Ortsteil Monbran